# Dubgaill e Finngaill
Dubgaill e Finngaill sono vocabile del medio irlandese che identificano gli invasori vichinghi:
- i Finngaill (lett. "Stranieri chiari") furono i primi vichinghi giunti in Irlanda;
- i Dubgaill (lett. "Stranieri scuri") furono la seconda ondata vichinga, proveniente da Lochlann, che fondò il Regno di Dublino.

I nomi compaiono per la prima volta negli Annali dell'Ulster in riferimento ai fatti di sangue occorsi nel longphort vichingo di Dublino nell'anno 851, quando "i Dubhghoill giunsero ad Ath Cliath [Dublino] e vi fecero grande strage dei Finnghoill".
La recente interpretazione storica propone una lettura dei termini come non legati a intenti di distinzione fisica o etnica bensì meramente temporale: i finn sarebbero semplicemente i più vecchi invasori ed i dubh i più recenti.

### Fonti
- Annali dell'Ulster
- Annali dei quattro maestri
- Annali di Inisfallen
- Annali frammentari d'Irlanda
- Cogad Gáedel re Gallaib
- Cronaca degli Scoti

### Studi
- Downham C (2007), Viking Kings of Britain and Ireland : The Dynasty of Ívarr to A.D. 1014, Edimburgo, Dunedin Academic Press, ISBN 978-1-903765-89-0.